# Temporada 2024-2025 del FC Barcelona (femení)
La temporada 2024-25 del Futbol Club Barcelona fou la 37a de la seva història i la 33a temporada del club en la màxima categoria del futbol espanyol. L'equip va competir aquesta temporada per 5 títols: la Lliga Iberdrola, la Copa de la Reina, la Supercopa d'Espanya, la Copa Catalunya i la Lliga de Campions, essent la vigent campiona de quatre d'ells.

## Desenvolupament de la temporada
El club va anunciar 6 renovacions: Patricia Guijarro, Mapi León, Marta Torrejón, Gemma Font, Alèxia Putellas i Giulia Dragoni. Marta i Gemma renoven fins 2025, Mapi León i Alexia ho fan fins 2026; mentre que Patri i Dragoni serien blaugranes fins 2027.
El 21 de juny es va fer efectiu el nomenament de Pere Romeu com a nou tècnic per a aquesta temporada i la següent.
El 23 d'agost, 5.579 espectadors van presenciar el Torneig Joan Gamper, fet que suposà batre el rècord d'assistència a l'estadi Johan Cruyff.
El 26 de gener de 2025 davant el Reial Madrid es guanya la cinquena Supercopa d'Espanya per 5 a 0.
L'11 de maig de 2025 aconsegueixen el desè títol de Lliga guanyant al Betis per 0-9.
El 24 de maig de 2025 es perd la final de la Lliga de Campions davant l'Arsenal per 1-0.
El 7 de juny de 2025 guanyen l'onzena Copa de la Reina envers el Club Atlético de Madrid per 2-0.
El 16 d'agost de 2025 es guanya la Copa Catalunya envers el Futbol Club Badalona Women per 1-0.

## Jugadores i cos tècnic

### Plantilla 2024-2025
La plantilla i el cos tècnic del primer equip per a l'actual temporada són els següents:
| N. | Pos. | Nac. | Jugador                |
| -- | ---- | --- | ---------------------- |
| 1  | POR  | [[Fitxer:Flag of Catalonia.svg\|23x15px\|border \|alt=Catalunya\|link=Selecció de futbol de Catalunya\|{{#if:\|]]                        | Gemma Font             |
| 2  | DEF  | [[Fitxer:Flag of the Basque Country.svg\|23x15px\|border \|alt=País Basc\|link=Selecció de futbol del País Basc\|{{#if:\|]]              | Irene Paredes 5a       |
| 4  | DEF  | [[Fitxer:Flag of Aragon.svg\|23x15px\|border \|alt=Aragó\|link=Selecció de futbol d'Aragó\|{{#if:\|]]                                    | Mapi León              |
| 5  | DEF  | [[Fitxer:Flag of Catalonia.svg\|23x15px\|border \|alt=Catalunya\|link=Selecció de futbol de Catalunya\|{{#if:\|]]                        | Jana Fernández         |
| 7  | DAV  | [[Fitxer:Flag of Aragon.svg\|23x15px\|border \|alt=Aragó\|link=Selecció de futbol d'Aragó\|{{#if:\|]]                                    | Salma Paralluelo       |
| 8  | DEF  | [[Fitxer:Flag of Catalonia.svg\|23x15px\|border \|alt=Catalunya\|link=Selecció de futbol de Catalunya\|{{#if:\|]]                        | Marta Torrejón 2a      |
| 9  | DAV  | [[Fitxer:Flag of Catalonia.svg\|23x15px\|border \|alt=Catalunya\|link=Selecció de futbol de Catalunya\|{{#if:\|]]                        | Clàudia Pina           |
| 10 | DAV  | [[Fitxer:Flag of Norway.svg\|23x15px\|border \|alt=Noruega\|link=Selecció de futbol de Noruega\|{{#if:\|]]                               | Caroline Graham Hansen |
| 11 | DAV  | [[Fitxer:Flag of Catalonia.svg\|23x15px\|border \|alt=Catalunya\|link=Selecció de futbol de Catalunya\|{{#if:\|]]                        | Alèxia Putellas 1a     |
| 12 | MIG  | [[Fitxer:Flag of the Balearic Islands.svg\|23x15px\|border \|alt=Illes Balears\|link=Selecció de futbol de les Illes Balears\|{{#if:\|]] | Patricia Guijarro 4a   |
| 13 | POR  | [[Fitxer:Flag of the Balearic Islands.svg\|23x15px\|border \|alt=Illes Balears\|link=Selecció de futbol de les Illes Balears\|{{#if:\|]] | Cata Coll              |

| N. | Pos. | Nac. | Jugador                           |
| -- | ---- | --- | --------------------------------- |
| 14 | MIG  | [[Fitxer:Flag of Catalonia.svg\|23x15px\|border \|alt=Catalunya\|link=Selecció de futbol de Catalunya\|{{#if:\|]]                                   | Aitana Bonmatí                    |
| 16 | DAV  | [[Fitxer:Flag of Sweden.svg\|23x15px\|border \|alt=Suècia\|link=Selecció de futbol de Suècia\|{{#if:\|]]                                            | Fridolina Rolfö                   |
| 17 | DAV  | [[Fitxer:Flag of Poland.svg\|23x15px\|border \|alt=Polònia\|link=Selecció de futbol de Polònia\|{{#if:\|]]                                          | Ewa Pajor                         |
| 18 | MIG  | [[Fitxer:Flag of Portugal (official).svg\|23x15px\|border \|alt=Portugal\|link=Selecció de futbol de Portugal\|{{#if:\|]]                           | Kika Nazareth                     |
| 19 | MIG  | [[Fitxer:Flag of the Community of Madrid.svg\|23x15px\|border \|alt=Comunitat de Madrid\|link=Selecció de futbol de Comunitat de Madrid\|{{#if:\|]] | Vicky López                       |
| 20 | DEF  | [[Fitxer:Flag of Catalonia.svg\|23x15px\|border \|alt=Catalunya\|link=Selecció de futbol de Catalunya\|{{#if:\|]]                                   | Martina Fernández (fins al gener) |
| 21 | MIG  | [[Fitxer:Flag of England.svg\|23x15px\|border \|alt=Anglaterra\|link=Selecció de futbol d'Anglaterra\|{{#if:\|]]                                    | Keira Walsh (fins al gener)       |
| 22 | DEF  | [[Fitxer:Flag of Catalonia.svg\|23x15px\|border \|alt=Catalunya\|link=Selecció de futbol de Catalunya\|{{#if:\|]]                                   | Ona Batlle                        |
| 23 | DAV  | [[Fitxer:Flag of Norway.svg\|23x15px\|border \|alt=Noruega\|link=Selecció de futbol de Noruega\|{{#if:\|]]                                          | Ingrid Engen                      |
| 24 | MIG  | [[Fitxer:Flag of the Netherlands.svg\|23x15px\|border \|alt=Països Baixos\|link=Selecció de futbol dels Països Baixos\|{{#if:\|]]                   | Esmee Brugts                      |
| 25 | POR  | [[Fitxer:Flag of England.svg\|23x15px\|border \|alt=Anglaterra\|link=Selecció de futbol d'Anglaterra\|{{#if:\|]]                                    | Ellie Roebuck                     |

FC Barcelona Femení B
| N. | Pos. | Nac. | Jugador             |
| -- | ---- | --- | ------------------- |
| 28 | MIG  | [[Fitxer:Flag of Catalonia.svg\|23x15px\|border \|alt=Catalunya\|link=Selecció de futbol de Catalunya\|{{#if:\|]] | Alba Caño           |
| 30 | MIG  | [[Fitxer:Flag of Switzerland.svg\|23x16px\|border \|alt=Suïssa\|link=Selecció de futbol de Suïssa\|{{#if:\|]]     | Sydney Schertenleib |
| 32 | DAV  | [[Fitxer:Flag of Catalonia.svg\|23x15px\|border \|alt=Catalunya\|link=Selecció de futbol de Catalunya\|{{#if:\|]] | Celia Segura        |
| 33 | DAV  | [[Fitxer:Flag of Catalonia.svg\|23x15px\|border \|alt=Catalunya\|link=Selecció de futbol de Catalunya\|{{#if:\|]] | Ona Baradad         |
| 34 | MIG  | [[Fitxer:Flag of Catalonia.svg\|23x15px\|border \|alt=Catalunya\|link=Selecció de futbol de Catalunya\|{{#if:\|]] | Clara Serrajordi    |

| N. | Pos. | Nac. | Jugador          |
| -- | ---- | --- | ---------------- |
| 35 | DEF  | [[Fitxer:Flag of Catalonia.svg\|23x15px\|border \|alt=Catalunya\|link=Selecció de futbol de Catalunya\|{{#if:\|]] | Judit Pujols     |
| 42 | DEF  | [[Fitxer:Flag of Catalonia.svg\|23x15px\|border \|alt=Catalunya\|link=Selecció de futbol de Catalunya\|{{#if:\|]] | Martina González |
| 43 | DEF  | [[Fitxer:Flag of Catalonia.svg\|23x15px\|border \|alt=Catalunya\|link=Selecció de futbol de Catalunya\|{{#if:\|]] | Aïcha Camara     |
| 44 | DEF  | [[Fitxer:Flag of Catalonia.svg\|23x15px\|border \|alt=Catalunya\|link=Selecció de futbol de Catalunya\|{{#if:\|]] | Adriana Ranera   |
| 45 | DAV  | [[Fitxer:Flag of Norway.svg\|23x15px\|border \|alt=Noruega\|link=Selecció de futbol de Noruega\|{{#if:\|]]        | Martine Fenger   |

Altes
| N. | Pos. | Nac. | Jugador |
| -- | ---- | --- | --- |
| —  | DAV  | [[Fitxer:Flag of Poland.svg\|23x15px\|border \|alt=Polònia\|link=Selecció de futbol de Polònia\|{{#if:\|]]                | Ewa Pajor (17 de juny. Del VfL Wolfsburg (femení) Traspàs, fins 2027)                                       |
| —  | POR  | [[Fitxer:Flag of England.svg\|23x15px\|border \|alt=Anglaterra\|link=Selecció de futbol d'Anglaterra\|{{#if:\|]]          | Ellie Roebuck (19 de juny. Del Manchester City FC (femení) Carta de llibertat, fins 2026)                   |
| —  | DAV  | [[Fitxer:Flag of Portugal (official).svg\|23x15px\|border \|alt=Portugal\|link=Selecció de futbol de Portugal\|{{#if:\|]] | Kika Nazareth (4 de juliol. Del Benfica Traspàs, fins 2028)                                                 |
| —  | DEF  | [[Fitxer:Flag of Catalonia.svg\|23x15px\|border \|alt=Catalunya\|link=Selecció de futbol de Catalunya\|{{#if:\|]]         | Judit Pujols (22 d'agost. Dinàmica del 1r equip amb opció de jugar amb el Futbol Club Barcelona B (femení)) |
| —  | MIG  | [[Fitxer:Flag of Catalonia.svg\|23x15px\|border \|alt=Catalunya\|link=Selecció de futbol de Catalunya\|{{#if:\|]]         | Alba Caño (22 d'agost. Dinàmica del 1r equip amb opció de jugar amb el Futbol Club Barcelona B (femení))    |

Retorns
| N. | Pos. | Nac. | Jugador |
| -- | ---- | ---- | ------- |

Baixes
| N. | Pos. | Nac. | Jugador                                                                                     |
| -- | ---- | --- | ------------------------------------------------------------------------------------------- |
| 1  | POR  | [[Fitxer:Flag of the Valencian Community (2x3).svg\|23x15px\|border \|alt=País Valencià\|link=Selecció de futbol del País Valencià\|{{#if:\|]] | Sandra Paños (30 de juny. Finalització del contracte. Al Club America femenil)              |
| 9  | DAV  | [[Fitxer:Flag of the Balearic Islands.svg\|23x15px\|border \|alt=Illes Balears\|link=Selecció de futbol de les Illes Balears\|{{#if:\|]]       | Mariona Caldentey (30 de juny. Finalització del contracte. A l'Arsenal Women Football Club) |
| 32 | DAV  | [[Fitxer:Flag of Spain.svg\|23x15px\|border \|alt=Espanya\|link=Selecció de futbol d'Espanya\|{{#if:\|]]                                       | Ari Arias (30 de juny. Finalització del contracte. Al VfL Wolfsburg (femení))               |
| 15 | DEF  | [[Fitxer:Flag of England.svg\|23x15px\|border \|alt=Anglaterra\|link=Selecció de futbol d'Anglaterra\|{{#if:\|]]                               | Lucy Bronze (30 de juny. Finalització del contracte. Al Chelsea FC)                         |
| —  | MIG  | [[Fitxer:Flag of Catalonia.svg\|23x15px\|border \|alt=Catalunya\|link=Selecció de futbol de Catalunya\|{{#if:\|]]                              | Maria Pérez (13 de setembre. Traspàs. Al London City Lionesses)                             |
| 21 | MIG  | [[Fitxer:Flag of England.svg\|23x15px\|border \|alt=Anglaterra\|link=Selecció de futbol d'Anglaterra\|{{#if:\|]]                               | Keira Walsh (31 de gener. Traspàs. Al Chelsea FC)                                           |

Cessions
| N. | Pos. | Nac. | Jugador |
| -- | ---- | --- | --- |
| 26 | MIG  | [[Fitxer:Flag of Italy.svg\|23x15px\|border \|alt=Itàlia\|link=Selecció de futbol d'Itàlia\|{{#if:\|]]                                   | Giulia Dragoni (17 de juliol. Renova fins 2027 i cessió per 1 any a l'Associazione Sportiva Roma)             |
| 40 | MIG  | [[Fitxer:Flag of the Balearic Islands.svg\|23x15px\|border \|alt=Illes Balears\|link=Selecció de futbol de les Illes Balears\|{{#if:\|]] | Lucía Corrales (17 de juliol. Cessió per 1 any Sevilla FC)                                                    |
| 19 | DAV  | [[Fitxer:Flag of Catalonia.svg\|23x15px\|border \|alt=Catalunya\|link=Selecció de futbol de Catalunya\|{{#if:\|]]                        | Bruna Vilamala (24 d'agost. Cessió per 1 any al Brighton & Hove Albion Women Football Club)                   |
| 20 | DEF  | [[Fitxer:Flag of Catalonia.svg\|23x15px\|border \|alt=Catalunya\|link=Selecció de futbol de Catalunya\|{{#if:\|]]                        | Martina Fernández (4 de gener. Renova fins 2026 i cessió fins a final de temporada a l'Everton F.C. (femení)) |

### Cos tècnic 2024-2025[29]
| - Entrenador: Pere Romeu - Segon entrenador: Rafel Navarro - Tècnic auxiliar: Enric Lluch - Preparadors físics: Berta Carles, Lucas del Campo, Lorenzo Petroni i Victor Zamora - Fisioterapeutes: Roger Gironès, Roger Ollé i Laia Martínez - Delegat: Marçal Pera | - Entrenador de porteres: Oriol Casares - Analistes: Nacho Villamía, Jorge Gómez - Metge: Xavi Yanguas - Readaptador: Dani Benito - Psicòleg: Marc Sellarès - Encarregat de material: Rubén Jiménez |

## Partits
Victòria       Empat       Derrota

### Pretemporada i amistosos
| 10 d'agost de 2024 | TSG 1899 Hoffenheim (femení) | 1-5 | FC Barcelona (femení)                                                                    | Hoffenheim, Alemanya                             |  |
| 12:30 CEST Amistós | 1-0, Kossler (38')           |     | 1-1, Pajor (42'); 1-2, Pina (45'); 1-3, Engen (59'); 1-4, Walsh, (71'); 1-5, Bruna (75') | Dietmar-Hopp-Stadion, Alemanya · Selina Menzel · |  |

| 17 d'agost de 2024 | FC Barcelona (femení)                                                                   | 5-0 | Montpellier HSC (femení) | Sant Joan Despí, Catalunya                                      |  |
| 19:00 CEST Amistós | 1-0, Esmee (1'); 2-0, Pajor (11'); 3-0, Rolfö (35'); 4-0, Bruna (44'); 5-0, Pajor (53') |     |                          | Ciutat Esportiva Joan Gamper Camp 7 Catalunya · - espectadors · |  |

| 23 d'agost de 2024                       | FC Barcelona (femení)                   | 2-0 | AC Milan (femení) | Sant Joan Despí, Catalunya                                  |  |
| 20:00 CEST 4t Torneig Joan Gamper femení | 1-0, Ewa Pajor (17'); 2-0, Alexia (90') |     |                   | Estadi Johan Cruyff · 5.579 espectadors · Sandra González · |  |

| 27 d'agost de 2024 | Bay Football Club                         | 2-5 | FC Barcelona (femení)                                                                      | San José (Califòrnia), Estats Units                     |  |
| 04:00 CEST Amistós | 1-0, Oshoala (18'); 2-1, Kundananji (32') |     | 1-1, Kika (21'); 2-2, Patri (35'); 2-3, Mapi León (68'); 2-4, Pina (90'); 2-5, Patri (92') | PayPal Park, Califòrnia, Estats Units · Adorar Monroy · |  |

| 30 d'agost de 2024 | Dallas Trinity FC | 0-6 | FC Barcelona (femení) | Dallas, Texas, Estats Units               |  |
| 02:30 CEST Amistós |                   |     | 0-1 Claudia Pina (2’); 0-2 Emilka Szymczak (13’); 0-3 Patri Guijarro (16’); 0-4 Kika Nazareth (31’); 0-5 Claudia Pina (45+2); 0-6 Claudia Pina (55’) | Estadi Cotton Bowl, Texas, Estats Units · |  |

### Lliga
| 8 de setembre de 2024 | Real Club Deportivo de La Coruña (femení) | 0-3 | FC Barcelona (femení)                                 | A Corunya, Galícia                           |  |
| 18:00 CEST Jornada 1  |                                           |     | 0-1, Pajor (58'); 0-2, Brugts (72'); 0-3, Pajor (88') | Estadi Municipal de Riazor · Elia Martínez · |  |

| 13 de setembre de 2024 | FC Barcelona (femení)                                   | 3-1 | Reial Societat (femení) | Sant Joan Despí, Catalunya                                                      |  |
| 20:00 CEST Jornada 2   | 1-0, Graham (27'); 2-0, Graham (30'); 3-0, Alexia (62') |     | 3-1 Pardo (77')         | Estadi Johan Cruyff, Catalunya · 3.363 espectadors · Andrea Fírvida Fernández · |  |

| 21 de setembre de 2024 | Sevilla FC (femení) | 0-1 | FC Barcelona (femení) | Sevilla, Andalusia                            |  |
| 19:00 CEST Jornada 3   |                     |     | 0-1, Aitana (69')     | Estadi Jesús Navas · Beatriz Cuesta Arribas · |  |

| 28 de setembre de 2024 | FC Barcelona (femení) | 10-1 | Granada Club de Futbol (femení) | Sant Joan Despí, Catalunya                                                 |  |
| 18:30 CEST Jornada 4   | 1-0, Pajor (2'); 2-0, Marta (35'); 3-0, Alexia (44' p.); 4-0, Postigo (45+1' p.p.); 5-0, Pajor (45+3'); 6-1, Rolfö (60'); 7-1, Graham (65'); 8-1, Pajor (69'); 9-1, Aitana (78'); 10-1, Alexia (90+3' p.) |      | 5-1, Ornella (55')              | Estadi Johan Cruyff Catalunya · 4.398 espectadors · Alicia Espinosa Ríos · |  |

| 5 d'octubre de 2024  | Madrid CFF         | 1-8 | FC Barcelona (femení) | Fuenlabrada, Comunitat de Madrid                                    |  |
| 16:00 CEST Jornada 5 | 1-0, Allegra (15') |     | 1-1, Walsh (48'); 1-2, Pajor (59'); 1-3, Vicky (61'); 1-4, Alexia (72'); 1-5, Walsh (79'); 1-6, Engen (80'); 1-7, Ona (87'); 1-8, Jana (92') | Estadi Fernando Torres, Comunitat de Madrid · Amy Peñalver Pearce · |  |

| 12 d'octubre de 2024 | FC Barcelona (femení) | 7-1 | RCD Espanyol (femení) | Sant Joan Despí, Catalunya                                                  |  |
| 18:30 CEST Jornada 6 | 1-1, Ewa Pajor (58'); 2-1, Alexia (61'); 3-1, Alexia (64'); 4-1, Pina (74'), 5-1, Aitana (79'); 6-1, Pajor (85'); 7-1 Pajor (87') |     | 0-1, Simona (20')     | Estadi Johan Cruyff Catalunya · 5.148 espectadors · Elena Peláez Arnillas · |  |

| 19 d'octubre de 2024 | Llevant Unió Esportiva (femení) | 1-4 | FC Barcelona (femení)                                                  | València, Comunitat Valenciana                                                         |  |
| 17:00 CEST Jornada 7 | 1-1, D. Arques (23')            |     | 0-1, Vicky (12'); 1-2, Kika (36'); 1-3, Pina (47'); 1-4, Paredes (81') | Estadi Ciutat de València, Comunitat Valenciana · Lorena del Mar Trujillano Gallardo · |  |

| 2 de novembre de 2024 | FC Barcelona (femení)                                                       | 4-0 | Sociedad Deportiva Eibar (femení) | Sant Joan Despí, Catalunya                                                  |  |
| 18:30 CEST Jornada 8  | 1-0 Alexia (6’ p.), 2-0 Vicky (21’), 3-0 Patri (33’) i 4-0 Ona Batlle (59’) |     |                                   | Estadi Johan Cruyff Catalunya · 4.660 espectadors · Paola Cebollada López · |  |

| 9 de novembre de 2024 | Atlético de Madrid (femení) | 0-3 | FC Barcelona (femení)                                   | Madrid, Comunitat de Madrid                                         |  |
| 18:30 CEST Jornada 9  |                             |     | 0-1, Aitana (8'); 0-2, Graham (45+1'); 0-3, Patri (51') | Estadi Cerro del Espino Comunitat de Madrid · Olatz Rivera Olmedo · |  |

| 16 de novembre de 2024 | Real Madrid Club de Fútbol (femení) | 0-4 | FC Barcelona (femení)                                                 | Madrid, Comunitat de Madrid                                                 |  |
| 20:00 CEST Jornada 10  |                                     |     | 0-1, Patri (4'); 0-2, Patri (23'); 0-3, Pina (39'); 0-4, Alexia (86') | Estadi Alfredo Di Stéfano, Comunitat de Madrid · Zulema González González · |  |

| 24 de novembre de 2024 | FC Barcelona (femení)                                                                            | 5-1 | UDG Tenerife       | Sant Joan Despí, Catalunya                                                      |  |
| 12:00 CEST Jornada 11  | 1-1, Paredes (37'); 2-1, Pajor (40'); 3-1, Graham (45'+2 p.); 4-1, Pina (60'); 5-1, Brugts (77') |     | 0-1, Babajide (3') | Estadi Johan Cruyff, Catalunya · 4.396 espectadors · Elisabeth Calvo Valentín · |  |

| 7 de desembre de 2024 | FC Barcelona (femení)                                                      | 4-1 | Real Betis Balompié (femení) | Sant Joan Despí, Catalunya                                             |  |
| 19:00 CEST Jornada 12 | 1-0, Brugts (16'), 2-0, Graham (22'); 3-0, Batlle (35'); 4-0, Graham (37') |     | 4-1, Zouhir (90')            | Estadi Johan Cruyff Catalunya · 4.305 espectadors · Andrea Fernández · |  |

| 15 de desembre de 2024 | València Fèmines Club de Futbol | 0-1 | FC Barcelona (femení) | Estadi de Mestalla, Comunitat Valenciana                           |  |
| 12:00 CEST Jornada 13  |                                 |     | 0-1, Rolfö (54' p.)   | Estadi Antonio Puchades Comunitat Valenciana · Lorena Trujillano · |  |

| 11 de gener de 2025   | FC Barcelona (femení)                                                                                          | 6-0 | Futbol Club Llevant Badalona | Sant Joan Despí, Catalunya                                                |  |
| 18:30 CEST Jornada 14 | 1-0, Vicky (10'); 2-0, Aitana (24'); 3-0, Pajor (38'); 4-0, Rolfö (57'); 5-0, Paralluelo (77'); 6-0 Kika (87') |     |                              | Estadi Johan Cruyff Catalunya · 5.146 espectadors · Amy Peñalver Pearce · |  |

| 18 de gener de 2025   | Athletic Club de Bilbao (femení) | 0-2 | FC Barcelona (femení)                 | Lezama, País Basc                                 |  |
| 16:15 CEST Jornada 15 |                                  |     | 0-1, Alexia (90'); 0-2, Vicky (90'+4) | Estadi de San Mamés País Basc · Alicia Espinosa · |  |

| 5 de gener de 2025    | Reial Societat (femení) | 0-6 | FC Barcelona (femení)                                                                                      | Zubieta, País Basc                                               |  |
| 13:30 CEST Jornada 16 |                         |     | 0-1, Pajor (6'); 0-2, Salma (30'); 0-3, Pajor (44'); 0-4, Pajor (59'); 0-5, Salma (65'); 0-6, Aitana (80') | Instal·lacions de Zubieta País Basc · Elisabeth Calvo Valentín · |  |

| 1 de febrer de 2025   | FC Barcelona (femení) | 1-2 | Llevant Unió Esportiva (femení)         | Sant Joan Despí, Catalunya                                                               |  |
| 18:30 CEST Jornada 17 | 1-2, Rolfö (94')      |     | 0-1, Alharilla (50'); 0-2, Chacón (93') | Estadi Johan Cruyff Catalunya · 4.324 espectadors · Lorena del Mar Trujillano Gallardo · |  |

| 9 de febrer de 2025   | RCD Espanyol (femení) | 0-2 | FC Barcelona (femení)                    | Sant Adrià del Besòs, Catalunya                                  |  |
| 12:00 CEST Jornada 18 |                       |     | 0-1, Graham (72'); 0-2, Paralluelo (76') | Ciutat Esportiva de Sant Adrià, Catalunya · María Planes Terol · |  |

| 16 de febrer de 2025  | FC Barcelona (femení)                                                                                | 5-1 | Madrid CFF           | Sant Joan Despí, Catalunya                                                         |  |
| 16:00 CEST Jornada 19 | 1-1, María León (14'); 2-1, Pajor (30'); 3-1, Vicky (50'); 4-1, Rolfö (60'); 5-1, Schertenleib (87') |     | 0-1, Bonsegundo (3') | Estadi Johan Cruyff Catalunya · 4.886 espectadors · Elia María Martínez Martínez · |  |

| 2 de març de 2025     | Sociedad Deportiva Eibar (femení) | 1-8 | FC Barcelona (femení) | Eibar, Euskadi                                              |  |
| 14:00 CEST Jornada 20 | 1-3, Monnecchi (51')              |     | 0-1, Pajor (3'); 0-2, Graham (29'); 0-3, Vicky (41'); 1-4, Patri (53'); 1-5, Salma (57'); 1-6, Ona Batlle (60'); 1-7, Salma (75'); 1-8, Pina (91') | Estadi Municipal d'Ipurua, Euskadi · Alicia Espinosa Ríos · |  |

| 9 de març de 2025     | FC Barcelona (femení)                                                   | 4-1 | València Fèmines Club de Futbol | Sant Joan Despí, Catalunya                                                   |  |
| 12:00 CEST Jornada 21 | 1-1, Alexia (18'); 2-1, Kika (22'); 3-1, Pajor (66'); 4-1, Aitana (89') |     | 0-1, Marina Martí (15')         | Estadi Johan Cruyff Catalunya · 3.967 espectadors · Beatriz Cuesta Arribas · |  |

| 15 de març de 2025    | UDG Tenerife | 0-2 | FC Barcelona (femení)                                 | Santa Cruz de Tenerife, Illes Canàries                                       |  |
| 17:00 CEST Jornada 22 |              |     | 0-1, Alexia Putellas (14'); 0-2, Patri Guijarro (85') | Estadi Heliodoro Rodríguez López Illes Canàries · Andrea Fírvida Fernández · |  |

| 23 de març de 2025    | FC Barcelona (femení)    | 1-3 | Real Madrid Club de Fútbol (femení)                         | Barcelona, Catalunya                                                                 |  |
| 12:00 CEST Jornada 23 | 1-1, Graham Hansen (67') |     | 0-1, Alba Redondo (41'); 1-2, Weir (87'); 1-3, Weir (90'+7) | Estadi Olímpic Lluís Companys Catalunya · 35.812 espectadors · Olatz Rivera Olmedo · |  |

| 30 de març de 2025    | Granada Club de Futbol (femení) | 0-2 | FC Barcelona (femení)                     | Granada, Andalusia                                             |  |
| 12:00 CEST Jornada 24 |                                 |     | 0-1, Vicky López (72'); 0-2, Alexia (74') | Estadi Nuevo Los Cármenes Andalusia · Beatriz Cuesta Arribas · |  |

| 13 d'abril de 2025    | FC Barcelona (femení) | 6-0 | Atlético de Madrid (femení) | Sant Joan Despí, Catalunya                                                      |  |
| 12:00 CEST Jornada 25 | 1-0, Patri Guijarro (17'); 2-0, Salma Paralluelo (35'); 3-0, Caroline Graham Hansen (54'); 4-0, Esmee Brugts (58'); 5-0, Vicky López (64'); 6-0, Aitana Bonmatí (80') |     |                             | Estadi Johan Cruyff Catalunya · 5.481 espectadors · María Eugenia Gil Soriano · |  |

| 16 d'abril de 2025    | FC Barcelona (femení)                                                                         | 5-1 | Sevilla FC (femení) | Sant Joan Despí, Catalunya                                               |  |
| 19:00 CEST Jornada 26 | 1-0, Pajor (25'); 2-0, Pajor (34'); 3-1, Vicky (52'); 4-1, Alba Caño (56'); 5-1, Aitana (88') |     | 2-1, Fatou (45'+2)  | Estadi Johan Cruyff Catalunya · 4.196 espectadors · María Planes Terol · |  |

| 1 de maig de 2025     | Futbol Club Llevant Badalona | 0-2 | FC Barcelona (femení)                  | Badalona, Catalunya                                                      |  |
| 12:00 CEST Jornada 27 |                              |     | 0-1, Marta (60'); 0-2, Alexia (88' p.) | Estadi Municipal de Badalona, Catalunya · Elia María Martínez Martínez · |  |

| 4 de maig de 2025     | FC Barcelona (femení)                                                                     | 4-0 | Real Club Deportivo de La Coruña (femení) | Sant Joan Despí, Catalunya                                                      |  |
| 17:30 CEST Jornada 28 | 1-0, Pajor (13'); 2-0, Pajor (31'); 3-0, Alexia Putellas (72'); 4-0, Aitana Bonmatí (81') |     |                                           | Estadi Johan Cruyff, Catalunya · 5.057 espectadors · Andrea Firvida Fernández · |  |

| 11 de maig de 2025    | Real Betis Balompié (femení) | 0-9 | FC Barcelona (femení) | Sevilla, Andalusia                                         |  |
| 12:00 CEST Jornada 29 |                              |     | 0-1, Pajor (2'); 0-2, Pina (5'); 3-0, Brugts (40'); 0-4, Pina (49'); 0-5, Pina (52'); 0-6, Aitana (60'), 0-7, Alexia (67'); 0-8, Pajor (83'); 0-9, Alexia (86') | Ciudad Deportiva Luis del Sol · Zulema González González · |  |

| 18 de maig de 2025    | FC Barcelona (femení)                                                                                               | 6-0 | Athletic Club de Bilbao (femení) | Sant Joan Despí, Catalunya                                                 |  |
| 12:00 CEST Jornada 30 | 1-0, Aitana Bonmatí (2'); 2-0, Pajor (21'); 3-0, Pajor (37'); 4-0, Pina (74'); 5-0, Pina (89'); 6-0, Brugts (90'+1) |     |                                  | Estadi Johan Cruyff Catalunya · 5.552 espectadors · Alicia Espinosa Ríos · |  |

### Copa Catalunya
| 5 de febrer de 2025   | AEM Lleida | 0-6 | FC Barcelona (femení)                                                                                           | Lleida, Catalunya                                               |  |
| 19:00 CEST Semifinals |            |     | 0-1, Pajor (25'); 0-2, Schertenleib (37'); 0-3, Jana (48'); 0-4, Pina (55'); 0-5, Pina (69'); 0-6, Brugts (85') | Camp d'Esports de Lleida, Catalunya · Sandra González Jiménez · |  |

| 16 d'agost de 2025 | FC Barcelona (femení) | 1-0 | Futbol Club Badalona Women | Peralada, Catalunya                                                                  |  |
| 21:00 CEST Final   | 1-0, Pajor (55')      |     |                            | Estadi Municipal de Peralada Catalunya · 1.100 espectadors · Irene López Brustenga · |  |

### Copa de la Reina
| 21 de desembre de 2024 | UDG Tenerife                                | 2-6 | FC Barcelona (femení)                                                                                         | Santa Cruz de Tenerife, Illes Canàries                            |  |
| 13:00 CEST 1/8 final   | 1-2, Monday (41'); 2-2, Aleksandra; (45'+4) |     | 0-1, Paredes (21'); 0-2, Pajor (4'); 2-3, Alexia (65'); 2-4, Pajor (79'); 2-5, Alexia (88'); 2-6, Pajor (92') | Campo de Fútbol d'Adeje, Illes Canàries · Paola Cebollada López · |  |

| 12 de febrer de 2025 | Madrid CFF           | 1-2 | FC Barcelona (femení)             | Fuenlabrada, Comunitat de Madrid                                      |  |
| 19:00 CEST 1/4 final | 1-2, Cometti (90'+4) |     | 0-1, Pajor (6'); 0-2, Marta (41') | Estadi Fernando Torres, Comunitat de Madrid · Elena Peláez Arnillas · |  |

| 6 de març de 2025           | Real Madrid Club de Fútbol (femení) | 0-5 | FC Barcelona (femení)                                                                                                   | Madrid, Comunitat de Madrid                                           |  |
| 19:00 CEST Semifinals anada |                                     |     | 0-1, Salma Paralluelo (2); 0-2, Ewa Pajor (13); 0-3, Ewa Pajor (29'); 0-4, Salma Paralluelo (42'); 0-5, Ewa Pajor (78') | Estadi Alfredo Di Stéfano, Comunitat de Madrid · Marta Huerta d'Aza · |  |

| 12 de març de 2025            | FC Barcelona (femení)                                                 | 3-1 | Real Madrid Club de Fútbol (femení) | Sant Joan Despí, Catalunya                                                   |  |
| 19:00 CEST Semifinals tornada | 1-0, Patri Guijarro (24'); 2-0, Ewa Pajor (48'); 3-0, Ewa Pajor (68') |     | 3-1, Signe Bruun (90'+1)            | Estadi Johan Cruyff, Catalunya · 3.689 espectadors · Elena Peláez Arnillas · |  |

| 7 de juny de 2025 | FC Barcelona (femení)                            | 2-0 | Atlético de Madrid (femení) | Osca, Aragó                                     |  |
| 19:00 CEST Final  | 1-0, Clàudia Pina (24'); 2-0, Clàudia Pina (73') |     |                             | Estadi El Alcoraz, Aragó · Marta Huerta d'Aza · |  |

### Supercopa d'Espanya
| 22 de gener de 2025   | FC Barcelona (femení)                                                                 | 3-0 | Atlético de Madrid (femení) | Leganés, Comunitat de Madrid                                             |  |
| 19:00 CEST Semifinals | 1-0, Clàudia Pina (44'); 2-0, Clàudia Pina (73'); 3-0, Caroline Graham Hansen (90+2') |     |                             | Estadi Municipal de Butarque Comunitat de Madrid · Eugenia Gil Soriano · |  |

| 26 de gener de 2025 | FC Barcelona (femení)                                                                                        | 5-0 | Real Madrid Club de Fútbol (femení) | Leganés, Comunitat de Madrid                                      |  |
| 12:00 CEST Final    | 1-0, Graham Hansen (31'); 2-0, Pajor (37'); 3-0, Pajor (45'+4); 4-0, Patri Guijarro (62'); 5-0, Alexia (85') |     |                                     | Estadi Municipal de Butarque Comunitat de Madrid · Olatz Olmedo · |  |

### Lliga de Campions
Fase de Grups: Grup D
| Equip              | Pts | PJ | PG | PE | PP | GF | GC | DG  |
| ------------------ | --- | -- | -- | -- | -- | -- | -- | --- |
| FC Barcelona       | 15  | 6  | 5  | 0  | 1  | 26 | 3  | 23  |
| Manchester City FC | 15  | 6  | 5  | 0  | 1  | 11 | 6  | 5   |
| Hammarby Fotboll   | 6   | 6  | 2  | 0  | 4  | 5  | 17 | -12 |
| SKN St. Pölten     | 0   | 6  | 0  | 0  | 6  | 4  | 20 | -16 |

| 9 d'octubre de 2024  | Manchester City FC (femení)         | 2-0 | FC Barcelona (femení) | Manchester, Anglaterra                          |  |
| 21:00 CEST Jornada 1 | 1-0, Layzell (36'); 2-0, Shaw (77') |     |                       | Joie Stadium, Anglaterra · Stéphanie Frappart · |  |

| 16 d'octubre de 2024 | FC Barcelona (femení) | 9-0 | Hammarby Fotboll (femení) | Sant Joan Despí, Catalunya                                         |  |
| 21:00 CEST Jornada 2 | 1-0, Graham (10'); 2-0, Claudia Pina (24'); 3-0, Alexia (45'); 4-0, María León (53'); 5-0, Claudia Pina (58'); 6-0, Pajor (72'); 7-0, Graham Hansen (75'); 8-0, Brugts (86'); 9-0, Rolfo (90') |     |                           | Estadi Johan Cruyff Catalunya · 4.915 espectadors · Riem Hussein · |  |

| 12 de novembre de 2024 | FC Barcelona (femení) | 7-0 | SKN St. Pölten (femení) | Sant Joan Despí, Catalunya                                           |  |
| 18:45 CEST Jornada 3   | Pajor, 1-0 (32'); Kika Nazareth, 2-0 (39'); Aitana, 3-0 (40'); Walsh, 4-0 (42'); Pina, 5-0 (45'); Pina, 6-0 (52'); Graham Hansen, 7-0 (88') |     |                         | Estadi Johan Cruyff Catalunya · 2.852 espectadors · Eleni Antoniou · |  |

| 21 de novembre de 2024 | SKN St. Pölten (femení) | 1-4 | FC Barcelona (femení)                                                 | Sankt Pölten, Àustria                                         |  |
| 21:00 CEST Jornada 4   | 1-4, Mädl (59')         |     | 0-1, Kika (20'); 0-2, Kika (29'); 0-3, Vicky (31'); 0-4, Alexia (57') | Sportzentrum Niederösterreich Àustria · Désirée Grundbacher · |  |

| 12 de desembre de 2024 | Hammarby Fotboll (femení) | 0-3 | FC Barcelona (femení)                                | Estocolm, Suècia                        |  |
| 21:00 CEST Jornada 5   |                           |     | 0-1, Pajor (6'); 0-2, Pajor (40'); 0-3, Aitana (80') | Tele2 Arena, Suècia · Katalin Kulcsár · |  |

| 18 de desembre de 2024 | FC Barcelona (femení)                                 | 3-0 | Manchester City FC (femení) | Barcelona, Catalunya                                                               |  |
| 18:45 CEST Jornada 6   | 1-0, Pina (44'); 2-0, Aitana (57'); 3-0, Alexia (69') |     |                             | Estadi Olímpic Lluís Companys, Catalunya · 29.007 espectadors · Jelena Cvetković · |  |

### Fase final
| 19 de març de 2025         | VfL Wolfsburg (femení) | 1-4 | FC Barcelona (femení)                                                                        | Wolfsburg, Alemanya                            |  |
| 18:45 CEST 1/4 final anada | 1-3, Minge (79')       |     | 0-1, Dijkstra (26' p.p.); 0-2, Paredes (50'); 0-3, Paralluelo (53'); 1-4, Schertenleib (88') | Volkswagen Arena Alemanya · Ivana Projkovska · |  |

| 27 de març de 2025           | FC Barcelona (femení) | 6-1 | VfL Wolfsburg (femení) | Sant Joan Despí, Catalunya                                               |  |
| 18:45 CEST 1/4 final tornada | 1-0, Salma Paralluelo (10'); 2-0, Salma Paralluelo (20'); 3-0, Brugts (41'); 4-0, Claudia Pina (61'); 5-1, Claudia Pina (77'); 6-1, María León (91') |     | 4-1, Beerensteyn (72') | Estadi Johan Cruyff Catalunya · 4.651 espectadors · Stéphanie Frappart · |  |

| 20 d'abril de 2025         | FC Barcelona (femení)                                                  | 4-1 | Chelsea FC (femení)  | Sant Joan Despí, Catalunya                                             |  |
| 18:00 CEST Semifinal anada | 1-0, Pajor (35'); 2-0, Pina (70'); 3-1, Paredes (82'); 4-1, Pina (90') |     | 2-1, Baltimore (74') | Estadi Johan Cruyff, Catalunya · 5.750 espectadors · Katalin Kulcsár · |  |

| 27 d'abril de 2025           | Chelsea FC (femení)      | 1-4 | FC Barcelona (femení)                                                                                 | Londres, Anglaterra                           |  |
| 15:00 CEST Semifinal tornada | 1-4, Wieke Kaptein (91') |     | 0-1, Aitana Bonmatí (25'); 0-2, Ewa Pajor (41'); 0-3, Claudia Pina (43'); 0-4, Salma Paralluelo (90') | Stamford Bridge, Anglaterra · Tess Olofsson · |  |

| 24 de maig de 2025 | Arsenal Women                 | 1-0 | FC Barcelona (femení) | Lisboa, Portugal                                    |  |
| 18:00 CEST Final   | 1-0, Stina Blackstenius (75') |     |                       | Estádio José Alvalade, Portugal · Ivana Martincic · |  |

## Estadístiques

### Overall
Tota la temporada
| No. | Pos.                   | Lliga | Lliga | Copa de la Reina | Copa de la Reina | Supercopa d'Espanya | Supercopa d'Espanya | Copa Catalunya | Copa Catalunya | Lliga de Campions | Lliga de Campions | Total | Total | Targetes | Targetes | Notes |
| No. | Pos.                   | PJ    | Gols  | PJ               | Gols             | PJ                  | Gols                | PJ             | Gols           | PJ                | Gols              |       |       |          |          | Notes |
| --- | ---------------------- | ----- | ----- | ---------------- | ---------------- | ------------------- | ------------------- | -------------- | -------------- | ----------------- | ----------------- | ----- | ----- | -------- | -------- | ----- |
| 1   | Gemma Font             | 6+1   | 0     | 0                | 0                | 0                   | 0                   | 1              | 0              | 0                 | 0                 | 8     | 0     | 0        | 0        |       |
| 13  | Cata Coll              | 22    | 0     | 5                | 0                | 2                   | 0                   | 0              | 0              | 11                | 0                 | 40    | 0     | 0        | 0        |       |
| 25  | Ellie Roebuck          | 2     | 0     | 0                | 0                | 0                   | 0                   | 0              | 0              | 0                 | 0                 | 2     | 0     | 0        | 0        |       |
| 2   | Irene Paredes          | 16+7  | 2     | 4                | 1                | 2                   | 0                   | 0              | 0              | 7+3               | 2                 | 39    | 5     | 2        | 0        |       |
| 4   | Mapi León              | 21+5  | 1     | 2+1              | 0                | 2                   | 0                   | 0              | 0              | 9+1               | 2                 | 41    | 3     | 2        | 0        |       |
| 5   | Jana Fernández         | 16+7  | 1     | 1+4              | 0                | 0+1                 | 0                   | 0+1            | 1              | 4+2               | 0                 | 36    | 2     | 3        | 0        |       |
| 8   | Marta Torrejón         | 14+8  | 2     | 1+2              | 1                | 0+1                 | 0                   | 1              | 0              | 2+3               | 0                 | 32    | 3     | 2        | 0        |       |
| 22  | Ona Batlle             | 14+8  | 4     | 4+1              | 0                | 2                   | 0                   | 1              | 0              | 8                 | 0                 | 38    | 4     | 1        | 0        |       |
| 35  | Judit Pujols           | 0+1   | 0     | 0                | 0                | 0                   | 0                   | 1              | 0              | 0+1               | 0                 | 3     | 0     | 0        | 0        |       |
| 42  | Martina González       | 0     | 0     | 0                | 0                | 0                   | 0                   | 0+1            | 0              | 0                 | 0                 | 1     | 0     | 0        | 0        |       |
| 43  | Aïcha Camara           | 0     | 0     | 0                | 0                | 0                   | 0                   | 0+1            | 0              | 0                 | 0                 | 1     | 0     | 0        | 0        |       |
| 44  | Adriana Ranera         | 0     | 0     | 0                | 0                | 0                   | 0                   | 0+1            | 0              | 0                 | 0                 | 1     | 0     | 0        | 0        |       |
| 11  | Alexia Putellas        | 17+7  | 16    | 3                | 2                | 2                   | 1                   | 0              | 0              | 8+2               | 3                 | 39    | 22    | 2        | 0        |       |
| 12  | Patricia Guijarro      | 17+8  | 7     | 3+1              | 1                | 2                   | 1                   | 0              | 0              | 10+1              | 0                 | 42    | 9     | 3        | 0        |       |
| 14  | Aitana Bonmatí         | 19+7  | 12    | 4+1              | 0                | 1+1                 | 0                   | 0              | 0              | 10+1              | 4                 | 44    | 16    | 2        | 0        |       |
| 18  | Kika Nazareth          | 12+7  | 3     | 3                | 0                | 0+1                 | 0                   | 0+1            | 0              | 2+4               | 3                 | 30    | 6     | 0        | 0        |       |
| 19  | Vicky López            | 17+8  | 10    | 1+2              | 0                | 0+1                 | 0                   | 0+1            | 0              | 3+5               | 1                 | 38    | 11    | 2        | 0        |       |
| 23  | Ingrid Engen           | 19+6  | 1     | 4+1              | 0                | 0                   | 0                   | 1              | 0              | 4+6               | 0                 | 41    | 1     | 1        | 0        |       |
| 24  | Esmee Brugts           | 14+13 | 6     | 4                | 0                | 1+1                 | 0                   | 0+1            | 1              | 6+5               | 2                 | 45    | 9     | 2        | 0        |       |
| 28  | Alba Caño              | 4+5   | 1     | 0+1              | 0                | 0                   | 0                   | 1              | 0              | 0+1               | 0                 | 12    | 1     | 1        | 0        |       |
| 34  | Clara Serrajordi       | 0+1   | 0     | 0                | 0                | 0                   | 0                   | 0+1            | 0              | 0                 | 0                 | 2     | 0     | 0        | 0        |       |
| 7   | Salma Paralluelo       | 9+8   | 7     | 4+1              | 2                | 1+1                 | 0                   | 0              | 0              | 4+3               | 4                 | 31    | 13    | 2        | 0        |       |
| 9   | Clàudia Pina           | 18+8  | 10    | 2+2              | 2                | 2                   | 2                   | 0+1            | 2              | 6+3               | 10                | 42    | 26    | 3        | 0        |       |
| 10  | Caroline Graham Hansen | 17+6  | 11    | 4                | 0                | 1+1                 | 2                   | 0              | 0              | 8+1               | 3                 | 38    | 16    | 2        | 0        |       |
| 16  | Fridolina Rolfö        | 16+7  | 5     | 1+3              | 0                | 1+1                 | 0                   | 1              | 0              | 5+4               | 1                 | 41    | 6     | 2        | 0        |       |
| 17  | Ewa Pajor              | 22+6  | 25    | 4+1              | 9                | 2                   | 2                   | 1              | 1              | 10+1              | 6                 | 47    | 43    | 1        | 0        |       |
| 30  | Sydney Schertenleib    | 8+7   | 1     | 0+4              | 0                | 0                   | 0                   | 1              | 1              | 0+3               | 1                 | 23    | 3     | 1        | 0        |       |
| 32  | Celia Segura           | 0     | 0     | 0                | 0                | 0                   | 0                   | 1              | 0              | 0                 | 0                 | 1     | 0     | 0        | 0        |       |
| 33  | Ona Baradad            | 0     | 0     | 0                | 0                | 0                   | 0                   | 1              | 0              | 0                 | 0                 | 1     | 0     | 0        | 0        |       |
| 45  | Martine Fenger         | 0     | 0     | 0                | 0                | 0                   | 0                   | 0+1            | 0              | 0                 | 0                 | 1     | 0     | 0        | 0        |       |
| 20  | Martina Fernández      | 0+2   | 0     | 0                | 0                | 0                   | 0                   | 0              | 0              | 0                 | 0                 | 2     | 0     | 0        | 0        |       |
| 21  | Keira Walsh            | 9+6   | 2     | 1                | 0                | 1+1                 | 0                   | 0              | 0              | 4+1               | 1                 | 23    | 3     | 1        | 0        |       |

### Assistències
Tota la temporada
| Rànquing | No.    | Jugadora               | Lliga | Copa de la Reina | Supercopa d'Espanya | Copa Catalunya | Lliga de Campions | Total |
| -------- | ------ | ---------------------- | ----- | ---------------- | ------------------- | -------------- | ----------------- | ----- |
| 1        | 11     | Alexia Putellas        | 11    | 1                | —                   | —              | 4                 | 16    |
| 2        | 12     | Patricia Guijarro      | 8     | 1                | 1                   | —              | 5                 | 15    |
| 3        | 10     | Caroline Graham Hansen | 10    | 1                | 1                   | —              | 2                 | 14    |
| 4        | 14     | Aitana Bonmatí         | 6     | 1                | —                   | —              | 5                 | 12    |
| 4        | 22     | Ona Batlle             | 8     | —                | 2                   | —              | 2                 | 12    |
| 4        | 17     | Ewa Pajor              | 10    | 1                | —                   | —              | 1                 | 12    |
| 7        | 18     | Kika Nazareth          | 3     | 2                | 1                   | 1              | 3                 | 10    |
| 8        | 9      | Clàudia Pina           | 7     | —                | —                   | 1              | 1                 | 9     |
| 9        | 4      | Mapi León              | 6     | —                | —                   | —              | 2                 | 8     |
| 10       | 24     | Esmee Brugts           | 4     | —                | —                   | 1              | 2                 | 7     |
| 11       | 16     | Fridolina Rolfö        | 4     | 2                | —                   | —              | —                 | 6     |
| 12       | 30     | Sydney Schertenleib    | 3     | —                | —                   | 1              | 1                 | 5     |
| 13       | 19     | Vicky López            | 1     | —                | —                   | —              | 2                 | 3     |
| 13       | 7      | Salma Paralluelo       | 3     | —                | —                   | —              | —                 | 3     |
| 15       | 21     | Keira Walsh            | 2     | —                | —                   | —              | —                 | 2     |
| 15       | 28     | Alba Caño              | 1     | —                | —                   | 1              | —                 | 2     |
| 15       | 8      | Marta Torrejón         | 1     | 1                | —                   | —              | —                 | 2     |
| 18       | 2      | Irene Paredes          | 1     | —                | —                   | —              | —                 | 1     |
| 18       | 5      | Jana Fernández         | 1     | —                | —                   | —              | —                 | 1     |
| 18       | 33     | Ona Baradad            | —     | —                | —                   | 1              | —                 | 1     |
| Totals   | Totals | Totals                 | 90    | 10               | 5                   | 6              | 30                | 141   |